# Онокентавр
Онокентавр (лат. onocentaurus, від дав.-гр. Ονοκένταυροι) — напівлюдина-напівосел із середньовічних бестіаріїв, де його часто зображували у товаристві сирен та з луком або дрючком у руках. Ніколи не спить. Потрапивши в полон, онокентавр відмовляється від їжі та помирає від голоду.
Істота символізує лицемірство та хтивість.
Згадується та описується, зокрема, в грецькому «Фізіолозі» III ст. та в працях Ісидора Севільського. Клавдій Еліан в «De Natura Animalium» так описує цю істоту: «має тіло, що схоже на осла, попелястого кольору з білизною по боках. Людські груди з сосками та обличчя, що облямоване густим волоссям. Може використовувати руки не тільки для того, щоб брати та тримати речі, але й для бігу. Має твердий характер та не терпить полону»." Він також для позначення жіночої статі використовує термін «онокентавра».
Онокентавр згадується в Септуаґінті та похідних перекладах Біблії, зокрема в Книзі пророка Ісаї 13:22. В українських перекладах Біблії переважно відповідає «шакалам» або «гієнам» (див. напр. Ісаї 34:14):
| Переклад            | Книга пророка Ісаї 34:14                                 |
| ------------------- | -------------------------------------------------------- |
| Івана Огієнка       | І будуть стрічатися там дикі звірі пустинні з гієнами... |
| Івана Хоменка       | Дикі коти та гієни будуть зустрічатися...                |
| Пантелеймона Куліша | І коти дикі будуть із шакалями там зустрічатись...       |
| Рафаїла Турконяка   | І демони зустрінуться з онокентаврами...                 |